# Уррака Португальская (королева Леона)
Урра́ка Португа́льская (порт. Urraca de Portugal; 1148 или 1151, Коимбра, Королевство Португалия — 1211 или после 1211, Вальядолид, Королевство Леон) — португальская принцесса из Бургундской династии, дочь Альфонса I Великого, короля Португалии; в замужестве — королева Леона. В 1175 году Святой Престол аннулировал её брак из-за близкого родства супругов, после чего она приняла монашество в ордене святого Иоанна Иерусалимского.

## Биография

### Происхождение
Уррака родилась в Коимбре в 1148 или 1151 году. Она была дочерью Альфонса I, первого короля Португалии и Мафальды Савойской. По отцовской линии приходилась внучкой первому португальскому графу Генриху Бургундскому и Терезе Леонской. По материнской линии была внучкой савойского графа Амадея III и Маго д’Альбон.

### Брак и развод
В мае или июне 1165 года она была выдана замуж за Фердинанда II (1137 — 22.01.1188), короля Леона. В 1171 году в городе Самора Уррака родила сына Альфонса (15.08.1171 — 23/24.09.1230), будущего короля Леона под именем Альфонса IX, который оказался единственным рождённым ею ребёнком.
В 1175 году брак короля и королевы Леона был аннулирован римским папой Александром III. Уррака и Фердинанд приходились друг другу троюродными братом и сестрой. Их бабки — португальская графиня Тереза Леонская и испанская императрица Уррака Кастильская были единокровными сёстрами. Оба супруга приходились правнуками испанскому императору Альфонсу VI Храброму. После развода, Уррака приняла монашество в ордене Святого Иоанна Иерусалимского и поселилась в поместье в Саморе, которое, вместе с содержанием, ей обеспечил бывший супруг. Позднее, она удалилась в монастырь Девы Марии в Вамбе близ Вальядолида, который также принадлежал ордену Святого Иоанна Иерусалимского.
25 мая 1176 года Уррака даровала своему ордену земли и поместья, включая Кастроверде-де-Кампос и Мансилья в Леоне и Салас и Сан-Андрес в Астурии. В 1188 году она присутствовала на коронации своего сына Альфонса IX, который унаследовал трон королевства после смерти своего отца 22 января 1188 года. 4 мая того же года он, вместе с матерью, подтвердил привилегии, которые были предоставлены его предшественником ордену Святого Якова. Последний раз средневековые хроники упоминают о ней в записях под 1211 годом, где говорится о том, что она подарила собору в Саморе село Кастроторафе, полученное ею от мужа в качестве свадебного подарка в 1165 году.

### Место захоронения
Урраку похоронили в монастыре Девы Марии в Вамбе. В главном храме монастыря сохранилась капелла королевы, где находится мемориальная доска со словами о том, что здесь была похоронена королева Уррака.